# OutRage!
OutRage! («¡Indignación!») fue un grupo por la lucha de los derechos de los homosexuales, bisexuales y trans del Reino Unido que preconiza la acción directa.  Durante cierto tiempo, a mediados de los años 90, algunas acciones de OutRage! fueron consideradas como una nueva versión del outing, cuando los activistas LGTB declaraban la presunta homosexualidad privada de figuras públicas como parte de una campaña política.

## Formación
El grupo se formó en una reunión el 10 de mayo de 1990 convocada tras el asesinato del actor gay Michael Boothe, ocurrido el 30 de abril anterior. Muchos de los convocantes a la reunión habían sido miembros de "Organisation for Lesbian and Gay Action" (OLGA), que había surgido para luchar contra el artículo 28. Los cuatro principales fundadores fueron: Simon Watney, Keith Alcorn, Chris Woods and Peter Tatchell. Entre 40 y 60 personas acudieron a la primera reunión, incluidos varios que habían sido activos en el Gay Liberation Front y otras campañas.
La segunda reunión, esta vez en público, fue el 24 de mayo. Alcorn presentó el nombre y Tatchell escribió el primer borrador de lo que se convirtió en la declaración de objetivos. Michael Burgess y Steve Stannard fueron elegidos tesoreros por los primeros delegados. La primera acción de OutRage! fue el 7 de junio en los aseos públicos de Hyde Park para protestar contra la policía metropolitana que tendían trampas a los gais que hacían cruising, atrayendo la atención de algunos medios de comunicación. El OLGA compartió el espacio de su oficina en su sede en el London Lesbian and Gay Centre, y frecuentemente recaudaron fondos conjuntamente vendiendo camisetas con su logo. Una de las imágenes que hicieron famoso a OutRage! fue la acción que tuvo lugar en septiembre de 1990 cuando el grupo organizó una "besada" en Piccadilly Circus para protestar contra los arrestos de homosexuales que se besaban en público. Un miembro identificado como un actor llamado Richard trepó a la estatua de Eros y la besó.
A partir de enero de 1991 el grupo organizó una serie de delegaciones y secciones que se hicieron cargo de partes y aspectos específicos. Les dieron intencionadamente nombres obscenos e insultantes: Policing Intelligence Group (PIG, cerdo), Whores of Babylon (Putas de babilonia, para la homofobia religiosa), Perverts Undermining State ScrutinY (pervertidos minando el escrutinio del estado, PUSSY [coño], para tratar la censura), QUeers Asserting the Right to Ride Every Line Safely (maricones afirmando el derecho de montar en todas las líneas seguramente, QUARRELS [peleas]- para la seguridad en el mentro de Londres), Expanding THe Non-Indigenous Contingent (expandir el contingente no indígena, ETHNIC, étnico) y Lesbians Answer Back In Anger (Lesbianas respondiendo enfadadas, LABIA, labios vaginales). Y continuando con esta clase de nombres el equipo financiero adoptó el nombre de QUeer Accountants Never Go Out (QUANGO).

## Controversia del Outing
El tema del outing que había comenzado en USA dividió el grupo en 1991. No hubo consenso así que el grupo estuvo de acuerdo en no tomar partido. Aquellos que estaban a favor de esta táctica (principalmente Shane Broomhall y Patrick McCann) formaron su propio grupo fuera OutRage! llamado "Faggots Rooting Out Closeted Sexuality" (FROCS) que se dedicó al outing. Imprimieron y dertribuyeron pósteres proclamando que Jason Donovan era gay, antes contactaron con el Sunday Times con el que planearon una campaña más amplia. Peter Tatchell estuvo de acuerdo con ser el portavoz del grupo. Los planes de outing fueron ampliamente condenados por la prensa y el FROCS adujo que había sido una treta para salir en la prensa y provocar un debate sobre el outing.
En 1992 el grupo sufrió el fenómeno del entrismo por parte de los partidos políticos de izquierdas que deseaban absorber OutRage! como una organización pantalla. El intento más serio lo llevó a cabo el "Lesbian and Gay Campaign Against Racism and Fascism" (LGCARF). La existencia de los grupos temáticos añadía vulnerabilidad para esta toma, por lo que el 25 de junio el grupo tomó la decisión de disolverlos todos. La decisión fue aceptada por todos menos por LABIA y muchos de sus miembros abandonaron el grupo para formar posteriormente el Lesbian Avengers.

## Acciones de 1993
Cuando el rabino jefe, Immanuel Jakobovits, reaccionó a la noticia del descubrimiento de Dean Hamer de un posible origen genético de la homosexualidad, diciendo que esto ofrecía una oportunidad a los ingenieros genéticos de eliminar la homosexualidad, OutRage! llevó a cabo una acción frente a una sinagoga en Londres que se creía frecuentada por liberales. Repartieron panfletos que comparaba las palabras de Jakobovits con las de Adolf Hitler. Esta acción produjo acusaciones de antisemitismo contra el grupo.
Nueve miembros de OutRage! fueron arrestado en las oficinas Benetton, cuando organizaban una protesta contra los anuncios de la compañía que usaban un enfermo de sida. Los nueve fueron acusados de varios delitos pero finalmente fueron absueltos.

## Edad de consentimiento sexual
En 1994 el tema de los derechos de los gais salió a la palestra en el Reino Unido, cuando la Cámara de los Comunes debatió si la edad de consentimiento para las relaciones entre personas del mismo sexo, entonces 21 años, tenía que igualarse con las de diferente sexo, que era de 16 años. OutRage! había organizado varias acciones sobre este asunto en los años anteriores y se hicieron visibles entre la multitud en el exterior del parlamento la noche de las votaciones, habiendo convocado a sus miembros para una hacer presencia pacíficamente. Cuando las noticias de que la igualdad había sido rechazada salieron a la luz, se organizaron disturbios. Muchos en la multitud gritaban los nombres de dos ministros conservadores de los que se rumoreaba ampliamente que eran gais.
Tras la votación OutRage! consiguieron invadir la reunión del comité ejecutivo nacional del Partido Laborista donde protestaron porque 35 miembros del partido habían votado en contra de la igualdad. Y en un tono más ligero, el grupo hizo una petición a la embajada de Dinamarca para que invadiera el Reino unido y de esta forma poder disfrutar de su legislación más liberal.
Tras la enmienda del acta de delitos sexuales del 2000, se igualó la edad de consentimiento para todos los actos sexuales a 16 años (17 en Irlanda del norte).

## Iglesia anglicana
En 1994 OutRage! empezó a concentrarse en combatir la homofobia religiosa. Se reveló en la prensa que el nuevo obispo Durham Michael Turnbull tenía una condena por delito sexual, y OutRage! irrumpió en su misa ordinaria. Se sabía o sospechaba que otros obispos eran homosexuales en privado, y OutRage! organizó una manifestación frente a la sede principal de la Iglesia de Inglaterra nombrando a diez obispos y animándoles a "¡Decid la verdad!". Aunque el nombre de los obispos no salió en la prensa británica, sus nombres fueron publicados en el periódico gay de Australia Star Observer y en Internet. Al mismo tiempo, Peter Tatchell empezó a dialogar con el obispo de Londres, David Hope, que no había sido nombrado por el grupo para persuadirle de que saliera del armario voluntariamente. Las historias de la prensa especulando acerca de la sexualidad de los obispos hizo que Hope temiese lo peor y convocó una rueda de prensa en febrero de 1995 en la que denunció a OutRage! por presionarle y admitió que su sexualidad era "un área gris".
En enero de 1995 OutRage! había mandado cartas a 20 miembros del parlamento que se sabía o se creía eran gais, invitándoles a salir del armario. El 20 de marzo, el Belfast Telegraph se hizo eco de que uno de ellos era de Irlanda del Norte y se asumió ampliamente que se trataba de James Kilfedder. Ese día murió repentinamente de un ataque al corazón. La prensa supuso que el ataque y la carta estaban relacionados y se escribieron entonces algunas de las críticas más feroces contra OutRage!.

## Dancehall
OutRage! también denunció la homofobia en ciertas estrellas de este tipo de reggae jamaicano tales como Buju Banton y Sizzla, y publicaron las traducciones de las letras de varias canciones homófobas en patois dirigidas a rastafaris. Sizzla tuvo que cancelar varios conciertos debido a las movilizaciones en protesta de OutRage!.

## Gay bueno/gay malo
El activismo radical y los métodos a menudo controvertidos usados por OutRage! cosechó apoyos y rechazos tanto en las comunidades gay como heterosexual. Estaban en su contra el ala más conservadora de la comunidad gay y los que apoyaban al gobierno, como los de Stonwall, que preferían emprender demandas judiciales para conseguir sus objetivos, a ejercer el activismo de base. Algunos periodistas de la prensa gay británica etiquetaron a los grupos como OutRage! y sus alidadas Gay and Lesbian Humanists, Queer Youth Alliance, Chris Morris y Peter Tatchell como "gais malos" (calificando sus políticas de lucha como de "sin tomar prisioneros") y a las campañas de despacho de Stonewall como "gais buenos". Los dos enfoques del activismo por los derechos de los gais tenían un amplio apoyo en la comunidad gay, pero el estilo satírico e intolerante de OutRage! se apoderó de los titulares de prensa más a menudo.

## Estado actual
OutRage! continúa siendo un grupo activo y desde julio del 2008 tiene página en Facebook, donde enumera las campañas en curso.
Desde noviembre de 2006 la página web original de OutRage! paró su actividad y redirige hacia la página personal de Peter Tatchell que contiene artículos sobre OutRage!.